# Plesso cervicale
Il plesso cervicale è uno dei sei plessi nervosi appartenenti al sistema nervoso periferico costituito dai rami anteriori dei nervi spinali.
I sei plessi nervosi, in direzione cranio-caudale sono i seguenti:
- Plesso cervicale
- Plesso brachiale
- Plesso lombare
- Plesso sacrale
- Plesso pudendo
- Plesso coccigeo

Il plesso cervicale è formato dai rami anteriori del primo, secondo, terzo e quarto nervo cervicale (C1-C4), che si uniscono andando a costituire tre anse anastomotiche disposte in verticale. Il quarto nervo cervicale dà origine anche a un ramo discendente che entra nel plesso brachiale, mentre C1 emette un ramo che si accolla al nervo ipoglosso. Tale plesso innerva alcuni muscoli del collo e il diaframma, inoltre le aree della cute della testa, del collo e del torace.

## Localizzazione
È localizzato profondamente nel collo, nella loggia carotica, tra i muscoli scaleni al davanti dei processi trasversi delle vertebre cervicali. Occupa l'interstizio delimitato dallo scaleno anteriore e dai muscoli lunghi del collo e della testa anteromedialmente e dai muscoli splenio del collo, scaleno medio ed elevatore della scapola posterolateralmente. Medialmente entra in rapporto con il fascio vascolonervoso del collo. Il margine posteriore del muscolo sternocleidomastoideo costituisce il punto di repere a livello del quale i suoi rami si rendono visibili.

## Rami
Il plesso cervicale è formato dai rami anteriori dei primi quattro nervi cervicali (C1-C4); ogni ramo di tale plesso, ad eccezione del primo, è diviso in due rami: un ramo ascendente e un ramo discendente, che si uniscono ai corrispondenti rami dei nervi contigui per costituire anse anastomotiche. Si tratta delle anse cervicali, che sono disposte una sopra l'altra e si suddividono in superiore, media ed inferiore.
Il plesso cervicale fornisce dunque rami anastomotici, rami cutanei e rami muscolari.

### Rami Anastomotici
I rami anastomotici del plesso cervicale sono rappresentati da quattro o cinque rami comunicanti grigi provenienti dal tronco simpatico, anche il nervo vago si collega con un esile filuzzo nervoso, mentre, caratteristico e importante è il collegamento con il nervo ipoglosso mediante due o tre rami anastomotici.
Il ramo ipoglosso si stacca alla fine dal nervo ipoglosso formando una serie di rami, cioè il meningeo, la radice superiore dell'ansa cervicale, i nervi diretti ai muscoli tiroioideo e genioioideo. Un ramo anastomotico connette inoltre il quarto e il quinto ramo cervicale.
I primi quattro rami ventrali ricevono ciascuno un ramo comunicante grigio dal ganglio cervicale superiore simpatico.
La radice superiore dell'ansa cervicale (o discendente dell'ipoglosso) lascia il nervo ipoglosso nel punto in cui esso curva intorno all'arteria occipitale e poi discendente anteriormente alla guaina carotidea. Contiene esclusivamente fibre provenienti dal I nervo spinale cervicale. Dopo aver dato un ramo per il ventre superiore del muscolo omoioideo, riceve la radice inferiore dell'ansa proveniente dal II e dal III nervo spinale cervicale. Le due radici formano l'ansa cervicale, o ansa dell'ipoglosso, dalla quale originano i rami che innervano i muscoli sternoioideo, sternotiroideo e il ventre inferiore del muscolo omoioideo.
Si ritiene che un altro ramo discendente nel torace anteriormente ai vasi per unirsi ai nervi cardiaco e frenico.

### Rami Cutanei
I rami cutanei sono sensitivi, sono deputati alla sensibilità esterocettiva proveniente dalla cute di svariate regioni. Questi si fanno superficiali andando a perforare la fascia cervicale superficiale, al di dietro del muscolo sternocleidomastoideo. Si distribuiscono prevalentemente alla cute di collo, all'orecchio, alla parotide e alla spalla.
Tra questi vi ritroviamo:
- Nervo cervicale trasverso (o nervo cutaneo trasverso del collo): tale nervo nasce dall'ansa cervicale media (C2, C3) e raggiunge la cute delle regioni sopra e sottoioidea, dove si distribuisce con rami ascendenti e discendenti.
- Nervo piccolo occipitale: origina dall'ansa cervicale media (C2), raggiunge il margine posteriore del muscolo sternocleidomastoideo e seguendone la direzione innerva la cute della regione occipitale e mastoidea; è stato suggerito che la compressione o lo stiramento di tale nervo contribuisca al mal di testa cervicogenetico.
- Nervo grande auricolare: si tratta, nella maggior parte dei casi, del più voluminoso dei rami superficiali di tale plesso; proviene dall'ansa cervicale media (C2, C3), dalla quale si distacca, e decorrendo indietro sotto il muscolo sternocleidomastoideo e successivamente risalendo sulla faccia laterale del muscolo si dirige alla cute del padiglione auricolare, che innerva. Durante il suo decorso inoltre emette dei rami sensitivi che si vanno ad anastomizzare con il nervo facciale, e dei rami sensitivi cutanei per le regioni parotidea e masseterina (in parte).
- Nervi sopraclavicolari: derivano dall'ansa cervicale inferiore; essi profondamente al muscolo sternocleidomastoideo si suddividono in tre gruppi di piccoli rami (anteriore, medio e posteriore) i quali raggiungono la cute delle regioni superiori del torace e della spalla.

Dunque il nervo cutaneo trasverso del collo decorre trasversalmente in avanti; il nervo piccolo occipitale e il nervo grande auricolare sono ascendenti; infine i nervi sopraclavicolari sono discendenti.

### Rami Muscolari
I rami muscolari sono motori e si distribuiscono ai muscoli retto anteriore della testa, muscolo retto laterale della testa, muscolo lungo del collo, muscolo lungo della testa, muscoli scaleni anteriore e medio, muscolo elevatore della scapola, muscoli intertrasversari, muscolo sternocleidomastoideo e muscolo trapezio. In particolare comprendono: nervi a disposizione segmentale, nervi per il muscolo sternocleidomastoideo, nervi per il muscolo trapezio, nervo frenico e nervo cervicale discendente.
- Nervi a disposizione segmentale: innervano la muscolatura vertebrale contigua al plesso cervicale, dal quale originano. Tali nervi raggiungono i muscoli retto anteriore e laterale della testa, il muscolo lungo della testa, il muscolo lungo del collo, i muscoli scaleni anteriore e medio, il muscolo elevatore della scapola e il muscolo romboide.
- Nervi per i muscoli sternocleidomastoideo e trapezio: si portano ad innervare i rispettivi muscoli, sternocleidomastoideo e trapezio. Essi originano dal 2º e dal 3º ramo cervicale.
- Nervo cervicale discendente: Il nervo cervicale discendente nasce con due radici dal 2º e 3º ramo cervicale.Tale nervo partecipa alla formazione dell'ansa dell'ipoglosso, in quanto a livello del tendine intermedio del muscolo omoioideo si anastomizza con il ramo discendente del nervo ipoglosso. Inoltre dalla convessità dell'ansa originano filamenti per il muscolo omoioideo, muscolo sternoioideo e muscolo sternotiroideo.
- Nervo frenico: si tratta del ramo più grosso e più lungo tra quelli che originano dal plesso cervicale. Il nervo frenico origina per gran parte dal 4º ramo ventrale cervicale, ma può ricevere anche un contributo dal 3º e dal 5º nervo cervicale. È formato prevalentemente da fibre motrici per l'innervazione del muscolo diaframma; ma anche da fibre sensitive per la pleura, il pericardio e un tratto di peritoneo. Si dirige obliquamente nel collo fino a raggiungere l'apertura superiore del torace dove penetra a livello della cupola pleurica, lateralmente al nervo vago. A questo livello abbiamo che il nervo frenico di destra costeggia lateralmente la vena anonima e poi la vena cava superiore, mentre il nervo frenico di sinistra incrocia l'arco aortico. Successivamente si recano al pericardio fibroso. Il nervo frenico di destra corrisponde all'atrio destro del cuore e ha un decorso più verticale e più breve rispetto al nervo frenico di sinistra che, invece, corrisponde all'atrio e al ventricolo sinistro. In seguito il nervo frenico si porta al diaframma dove si suddivide nei suoi rami terminali: alcuni si distribuiscono come rami sensitivi alla pleura, al pericardio e ai grossi vasi che attraverso il diaframma; altri rami più grossi penetrano nello spessore del diaframma dove si distribuiscono, per giungere poi sulla faccia inferiore per l'innervazione sensitiva del peritoneo.

## Patologie
I nervi che compongono il plesso cervicale sono spesso interessati da radicolopatia (condizione patologica che interessa le radici dei nervi spinali e i loro prolungamenti) e da sindromi da compressione o intrappolamento nervoso.